# 喜志駅

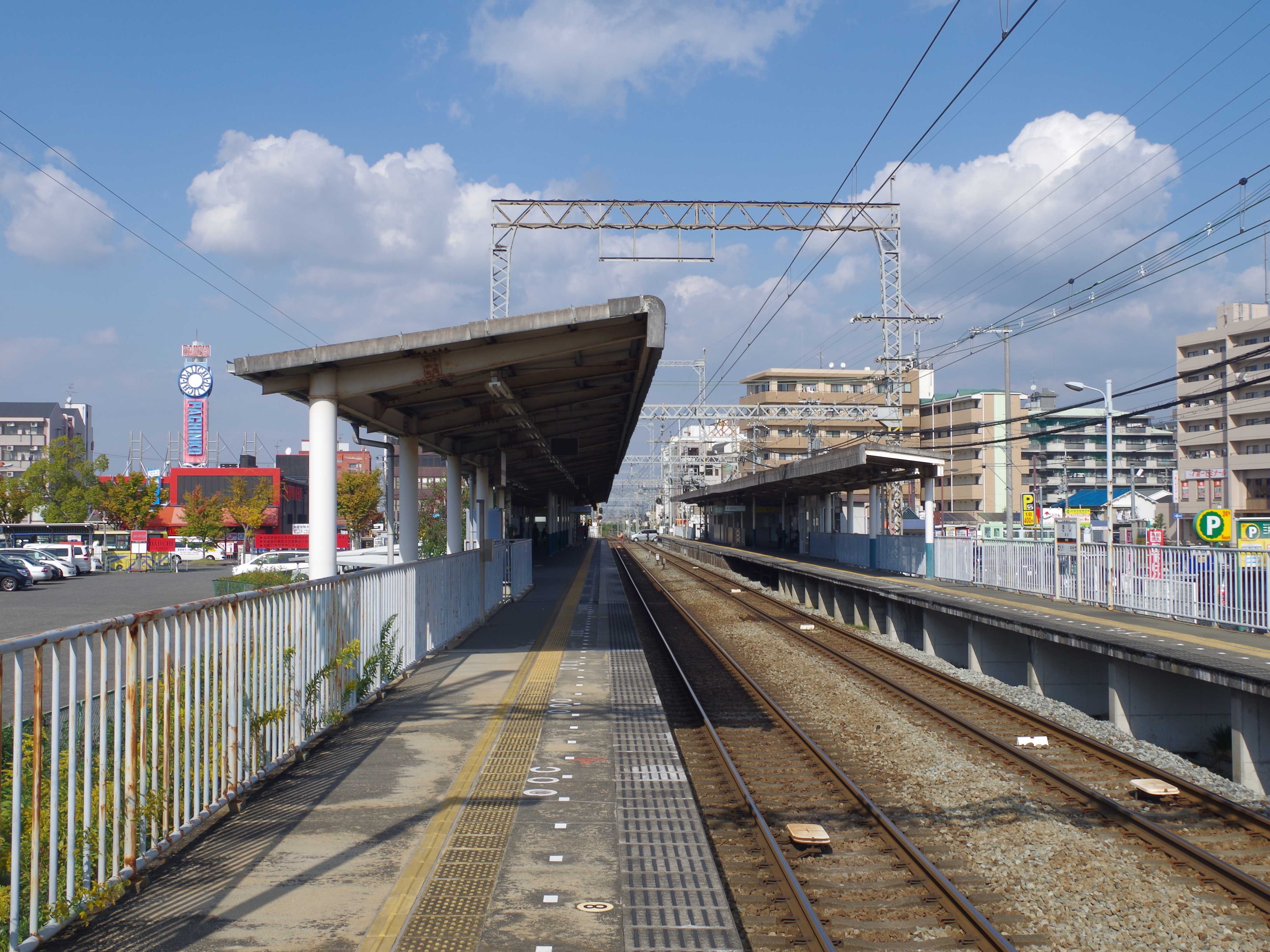
駅構内

喜志駅（きしえき）は、大阪府富田林市喜志町三丁目にある、近畿日本鉄道（近鉄）長野線の駅。駅番号はO17。

## 概要
富田林市内の駅では最も利用客が多い（富田林市の金剛ニュータウン住民が主に利用している南海高野線金剛駅は大阪狭山市の駅である）。
大阪芸術大学、太成学院大学、上宮太子高等学校の最寄り駅であり、朝夕はこれらの学校のバスが駅前に発着する。これに加えて阪南ネオポリスや太子町、さつき野方面からの路線バスも発着する。

## 歴史
- 1898年（明治31年）4月14日：河陽鉄道の古市 - 富田林間開通時に喜志駅として開業[1][2]。
- 1899年（明治32年）5月11日：河陽鉄道の路線を河南鉄道が継承、同社の駅となる[1]。
- 1919年（大正8年）
  - 1月1日：太子口駅（たいしぐちえき）に改称[3]。
  - 1月25日：太子口喜志駅（たいしぐちきしえき）に改称[4]。
  - 3月8日：社名変更により大阪鉄道の駅となる[1]。
- 1933年（昭和8年）4月1日：喜志駅に改称[5]。
- 1943年（昭和18年）2月1日：関西急行鉄道が大阪鉄道を合併、関西急行鉄道長野線線の駅となる[1]。
- 1944年（昭和19年）6月1日：戦時統合により関西急行鉄道が南海鉄道（現在の南海電気鉄道の前身。後に再独立）と合併、近畿日本鉄道長野線の駅となる[1]。
- 1957年（昭和32年）10月18日：当駅から古市駅まで複線化[6]。
- 1987年（昭和62年）10月25日：当駅から富田林駅まで複線化[7]。
- 1994年（平成6年）3月15日：ホーム有効長が1両延伸されて8両となる[8]。
- 2003年（平成15年）9月13日：当駅 - 古市駅間の南阪奈道路（翌2004年3月開通）との交差箇所が高架化[9]。
- 2007年（平成19年）4月1日：ICカード「PiTaPa」使用開始[10]。

## 駅構造
相対式2面2線の地上駅で、駅舎は地下にある。改札口は1か所のみ。地下化される前は2面3線であった。
古市駅管理の有人駅で、PiTaPa・ICOCA対応の自動改札機および自動精算機（回数券カードおよびICカードのチャージに対応）が設置されている。かつては特急券・定期券は専用の自動券売機にて即時購入が可能だったが、2025年6月3日を以って特急券等自動発売機の設置を終了した。

### のりば
| のりば | 路線     | 方向 | 行先             |
| ------ | -------- | ---- | ---------------- |
| 1      | O 長野線 | 下り | 河内長野方面     |
| 2      | O 長野線 | 上り | 大阪阿部野橋方面 |

## 利用状況
2024年11月12日における1日乗降人員は15,527人である。
近年における1日乗降人員の推移は下表の通り。
| 年度               | 調査日   | 乗車人員 | 降車人員 | 乗降人員 | 出典        | 出典          |
| 年度               | 調査日   | 乗車人員 | 降車人員 | 乗降人員 | 近鉄        | 大阪府        |
| ------------------ | -------- | -------- | -------- | -------- | ----------- | ------------- |
| 1990年（平成02年） | 11月06日 | 9,141    | 9,099    | 18,240   |             | [ 大阪府 1 ]  |
| 1991年（平成03年） | -        | -        | -        | -        |             | [ 大阪府 2 ]  |
| 1992年（平成04年） | 11月10日 | 10,178   | 10,358   | 20,536   |             | [ 大阪府 3 ]  |
| 1993年（平成05年） | -        | -        | -        | -        |             | [ 大阪府 4 ]  |
| 1994年（平成06年） | -        | -        | -        | -        |             | [ 大阪府 5 ]  |
| 1995年（平成07年） | 12月05日 | 10,824   | 10,820   | 21,644   |             | [ 大阪府 6 ]  |
| 1996年（平成08年） | -        | -        | -        | -        |             | [ 大阪府 7 ]  |
| 1997年（平成09年） | -        | -        | -        | -        |             | [ 大阪府 8 ]  |
| 1998年（平成10年） | 11月10日 | 11,140   | 10,915   | 22,055   |             | [ 大阪府 9 ]  |
| 1999年（平成11年） | -        | -        | -        | -        |             | [ 大阪府 10 ] |
| 2000年（平成12年） | 11月07日 | 11,025   | 11,376   | 22,401   | [ 近鉄 1 ]  | [ 大阪府 11 ] |
| 2001年（平成13年） | -        | -        | -        | -        |             | [ 大阪府 12 ] |
| 2002年（平成14年） | -        | -        | -        | -        |             | [ 大阪府 13 ] |
| 2003年（平成15年） | 11月11日 | 9,913    | 10,062   | 19,975   | [ 近鉄 2 ]  | [ 大阪府 14 ] |
| 2004年（平成16年） | -        | -        | -        | -        |             | [ 大阪府 15 ] |
| 2005年（平成17年） | 11月08日 | 9,518    | 9,491    | 19,009   | [ 近鉄 3 ]  | [ 大阪府 16 ] |
| 2006年（平成18年） | -        | -        | -        | -        |             | [ 大阪府 17 ] |
| 2007年（平成19年） | -        | -        | -        | -        |             | [ 大阪府 18 ] |
| 2008年（平成20年） | 11月18日 | 9,927    | 9,852    | 19,779   |             | [ 大阪府 19 ] |
| 2009年（平成21年） | -        | -        | -        | -        |             | [ 大阪府 20 ] |
| 2010年（平成22年） | 11月09日 | 9,048    | 9,024    | 18,072   | [ 近鉄 4 ]  | [ 大阪府 21 ] |
| 2011年（平成23年） | -        | -        | -        | -        |             | [ 大阪府 22 ] |
| 2012年（平成24年） | 11月13日 | 9,070    | 9,058    | 18,128   | [ 近鉄 5 ]  | [ 大阪府 23 ] |
| 2013年（平成25年） | -        | -        | -        | -        |             | [ 大阪府 24 ] |
| 2014年（平成26年） | -        | -        | -        | -        |             | [ 大阪府 25 ] |
| 2015年（平成27年） | 11月10日 | 8,738    | 8,874    | 17,612   | [ 近鉄 6 ]  | [ 大阪府 26 ] |
| 2016年（平成28年） | -        | -        | -        | -        |             | [ 大阪府 27 ] |
| 2017年（平成29年） | -        | -        | -        | -        |             | [ 大阪府 28 ] |
| 2018年（平成30年） | 11月13日 | 8,649    | 8,577    | 17,226   | [ 近鉄 7 ]  | [ 大阪府 29 ] |
| 2019年（令和元年） | -        | -        | -        | -        |             | [ 大阪府 30 ] |
| 2020年（令和02年） | -        | -        | -        | -        |             | [ 大阪府 31 ] |
| 2021年（令和03年） | 11月09日 | 6,873    | 6,946    | 13,819   | [ 近鉄 8 ]  | [ 大阪府 32 ] |
| 2022年（令和04年） | 11月08日 | 7,500    | 7,549    | 15,049   | [ 近鉄 9 ]  | [ 大阪府 33 ] |
| 2023年（令和05年） | 11月07日 | 7,508    | 7,511    | 15,019   | [ 近鉄 10 ] | [ 大阪府 34 ] |
| 2024年（令和06年） | 11月12日 |          |          | 15,527   | [ 近鉄 11 ] |               |

## 駅周辺
少し離れた地域は住宅街が広がっている。
- 富田林市民会館（レインボーホール）
- 国道170号（大阪外環状線）
- 国道170号旧道（旧外。大阪府道20号重複）
- 大阪府道32号
- サンプラザ 喜志店
- 池田泉州銀行 喜志支店
- 関西みらい銀行 喜志支店
- 喜志郵便局
- JA大阪南 喜志支店
- 石川河川公園
- 叡福寺
- 通法寺
- 西方院
- ニトリ 富田林店
- PL学園中学校・高等学校
- 延羽の湯本店羽曳野 - 当駅付近より無料送迎バスに乗車（1日7本運行）、又は徒歩で30分。
- 大阪府立近つ飛鳥博物館 - 4市町村コミバス（近鉄バス）阪南線「近つ飛鳥博物館前行き」に乗車。

### 学校
- 富田林市
  - 富田林市立喜志小学校
  - 富田林市立喜志西小学校
  - 富田林市立喜志中学校
  - PL学園中学校・高等学校
- 南河内郡河南町
  - 河南町立近つ飛鳥小学校
  - 大阪芸術大学
- 南河内郡太子町
  - 太子町立磯長小学校
  - 太子町立山田小学校
  - 太子町立中学校
  - 上宮太子高等学校
- 堺市美原区
  - 堺市立さつき野中学校
  - 太成学院大学

## バス路線
南北にバスロータリーがある。基本的に近鉄バス（八尾営業所）が運行しており、東口（喜志駅停留所）からは金剛バスの事業廃止を受け2023年12月21日より引き継ぎの形で運行開始された4市町村コミバスが、西口（喜志駅前停留所）からは一般路線バスが発着。
| 停留所名 | のりば | 路線名     | 系統・行先               | 備考                                                                 |
| -------- | ------ | ---------- | ------------------------ | -------------------------------------------------------------------- |
| 喜志駅   | 2      | 太子循環線 | 62番：太子廻り           |                                                                      |
| 喜志駅   | 2      | 太子循環線 | 63番：葉室廻り           |                                                                      |
| 喜志駅   | 3      | 阪南線     | 61番：近つ飛鳥博物館前   | 一部便は河南町の自家用有償旅客運送、当該便は交通系ICカードが利用不可 |
| 喜志駅前 | -      | 富田林線   | 96番：さつき野センター北 |                                                                      |

### スクールバス

#### 東口
- 大阪芸術大学
- 上宮太子高等学校

#### 西口
- 太成学院大学

## 隣の駅
近畿日本鉄道
O 長野線
■急行・■準急・■普通
古市駅 (O16) - 喜志駅 (O17) - 富田林駅 (O18)
- 1920年（大正9年）までは古市駅と当駅の間に西浦駅が、当駅と富田林駅の間に宮ノ前駅が存在した。宮ノ前駅はのちに移設のうえ旭ヶ岡駅として再開業し1974年（昭和49年）に廃止された。

### 記事本文

### 利用状況
1. ↑  駅別一日乗降人員 長野線 道明寺線 御所線 - 近畿日本鉄道
2. ↑  大阪府統計年鑑 - 大阪府

#### 近畿日本鉄道
1. ↑  駅別乗降人員 長野線 道明寺線 御所線 - 近畿日本鉄道（ウェイバックマシン）
2. ↑  駅別乗降人員 長野線 道明寺線 御所線 - 近畿日本鉄道（ウェイバックマシン）
3. ↑  駅別乗降人員 長野線 道明寺線 御所線 - 近畿日本鉄道（ウェイバックマシン）
4. ↑  駅別乗降人員 長野線 道明寺線 御所線 - 近畿日本鉄道（ウェイバックマシン）
5. ↑  駅別乗降人員 長野線 道明寺線 御所線 - 近畿日本鉄道（ウェイバックマシン）
6. ↑  駅別乗降人員 長野線 道明寺線 御所線 - 近畿日本鉄道（ウェイバックマシン）
7. ↑  駅別乗降人員 長野線 道明寺線 御所線 - 近畿日本鉄道（ウェイバックマシン）
8. ↑  近鉄線駅別乗降人員データ【調査日：令和3年11月9日(火)】 (PDF)  - 近畿日本鉄道
9. ↑  近鉄線駅別乗降人員データ【調査日：令和4年11月8日(火)】 (PDF)  - 近畿日本鉄道
10. ↑  近鉄線駅別乗降人員データ【調査日：令和5年11月7日(火)】 (PDF)  - 近畿日本鉄道
11. ↑  近鉄線駅別乗降人員データ【調査日：令和6年11月12日(火)】 (PDF)  - 近畿日本鉄道

#### 大阪府統計年鑑
1. ↑  大阪府統計年鑑（平成3年） (PDF)
2. ↑  大阪府統計年鑑（平成4年） (PDF)
3. ↑  大阪府統計年鑑（平成5年） (PDF)
4. ↑  大阪府統計年鑑（平成6年） (PDF)
5. ↑  大阪府統計年鑑（平成7年） (PDF)
6. ↑  大阪府統計年鑑（平成8年） (PDF)
7. ↑  大阪府統計年鑑（平成9年） (PDF)
8. ↑  大阪府統計年鑑（平成10年） (PDF)
9. ↑  大阪府統計年鑑（平成11年） (PDF)
10. ↑  大阪府統計年鑑（平成12年） (PDF)
11. ↑  大阪府統計年鑑（平成13年） (PDF)
12. ↑  大阪府統計年鑑（平成14年） (PDF)
13. ↑  大阪府統計年鑑（平成15年） (PDF)
14. ↑  大阪府統計年鑑（平成16年） (PDF)
15. ↑  大阪府統計年鑑（平成17年） (PDF)
16. ↑  大阪府統計年鑑（平成18年） (PDF)
17. ↑  大阪府統計年鑑（平成19年） (PDF)
18. ↑  大阪府統計年鑑（平成20年） (PDF)
19. ↑  大阪府統計年鑑（平成21年） (PDF)
20. ↑  大阪府統計年鑑（平成22年） (PDF)
21. ↑  大阪府統計年鑑（平成23年） (PDF)
22. ↑  大阪府統計年鑑（平成24年） (PDF)
23. ↑  大阪府統計年鑑（平成25年） (PDF)
24. ↑  大阪府統計年鑑（平成26年） (PDF)
25. ↑  大阪府統計年鑑（平成27年） (PDF)
26. ↑  大阪府統計年鑑（平成28年） (PDF)
27. ↑  大阪府統計年鑑（平成29年） (PDF)
28. ↑  大阪府統計年鑑（平成30年） (PDF)
29. ↑  大阪府統計年鑑（令和元年） (PDF)
30. ↑  大阪府統計年鑑（令和2年） (PDF)
31. ↑  大阪府統計年鑑（令和3年） (PDF)
32. ↑  大阪府統計年鑑（令和4年） (PDF)
33. ↑  大阪府統計年鑑（令和5年） (PDF)
34. ↑  大阪府統計年鑑（令和6年） (PDF)